# Barbus mariae
Barbus mariae és una espècie de peix cipriniforme de la família dels ciprínids.

## Morfologia
Els mascles poden assolir els 34,2 cm de longitud total.

## Distribució geogràfica
Es troba a Kenya.